# Wippra
Wippra is een plaats in de Duitse deelstaat Saksen-Anhalt, en maakt sinds 01-01-2008 deel uit van de stad Sangerhausen in de Landkreis Mansfeld-Südharz.
Wippra is gelegen aan het riviertje de Wipper en telt 1.612 inwoners.

## Sport en recreatie
Deze plaats is gelegen aan de Europese wandelroute E11, die loopt van Den Haag naar het oosten, op dit moment tot de grens Polen/Litouwen.
Ten westen van Wippra ligt de eerste officiële naaktwandelroute - de Harzer Naturistenstieg - van Duitsland. Ten noordoosten van het dorp is een rodelbaan te vinden.